# Wischroda
Wischroda este o comună din landul Saxonia-Anhalt, Germania.